# Bannus
Bannus (Βάννος Bánnos) war ein jüdischer Asket in den 50er Jahren des 1. Jahrhunderts n. Chr.

## Erwähnung in der Vita des Josephus
Bannus ist ausschließlich bekannt durch eine einmalige Erwähnung in der Autobiografie des jüdischen Historikers Flavius Josephus. In der Schilderung seiner Jugend beschrieb Josephus, wie er die drei jüdischen „Philosophenschulen“ der Pharisäer, Sadduzäer und Essener genau kennengelernt habe, aber mit den so gewonnenen Erfahrungen nicht zufrieden gewesen sei. Dann fährt er fort:

„πυθόμενός τινα Βάννουν ὄνομα κατὰ τὴν ἐρημίαν διατρίβειν, ἐσθῆτι μὲν ἀπὸ δένδρων χρώμενον, τροφὴν δὲ τὴν αὐτομάτως φυομένην προσφερόμενον, ψυχρῷ δὲ ὕδατι τὴν ἡμέραν καὶ τὴν νύκτα πολλάκις λουόμενον πρὸς ἁγνείαν, ζηλωτὴς ἐγενόμην αὐτοῦ.

 [Ich erfuhr,] dass ein gewisser Bannus in der Einöde sein Leben verbrachte: dass er aus Baum(rinde) verfertigte Kleidung gebrauchte und sich nur diejenige Nahrung zuführte, die von selbst wuchs, dass er sich häufig – bei Tag und bei Nacht – mit kaltem Wasser wusch um der Reinheit willen: Dessen Nacheiferer wurde ich.“

## Name
Der Name Βάννος Bánnos ist singulär, ein Wortspiel mit lateinisch balneum „Bad“ bzw. altgriechisch βαλανεύς balaneús „Bad-Mann“, mit Bezug auf seine Waschungen, wurde vorgeschlagen.
Die Schreibweise mit -nn- wird durch den Codex Palatinus (Vatikanische Bibliothek, Cod. Graecus Nr. 14, Anfang 10. Jahrhundert) vertreten, gegenüber einer Schreibweise mit -n- in den jüngeren Codices Ambrosianus (11. Jahrhundert), Mediceus (1469) und Vaticanus (1354). Benedikt Niese folgte in seiner maßgeblichen Textedition dem Codex Palatinus.
Die Namensform Banus stammt aus historischen Josephus-Übersetzungen, die den griechischen Text Nieses nicht zugrunde legten: William Whiston (1737), ebenso Heinrich Clementz, Des Flavius Josephus kleinere Schriften, Halle 1900.

## Forschungsgeschichte
Bannus weist in seiner Lebensweise Ähnlichkeiten auf mit Jesus von Nazareth, der ebenfalls längere Zeit in der Wüste verbrachte, und Johannes dem Täufer, der am Rande der Wüste wirkte.
Robert Eisenman zählt Banus zu den Hemerobaptisten und stellt ihn in eine Reihe mit Johannes dem Täufer und Jakobus dem Bruder Jesu. Die Hemerobaptisten waren eine Gruppe von Juden, eine Untergruppe der Essener, die jeden Morgen vor dem Gebet badeten, um mit einem reinen Leib vor Gottes Angesicht zu treten. Die „Klementinen“ ordnen auch Johannes den Täufer und seine Schüler der Gruppe der Hemerobaptisten zu („Homilien“, II. 23; comp. „Rekognitionen.“ I. 54). Hegesippus (vgl. Eusebius, „Hist. Eccl.“ IV. 22) erwähnt die Hemerobaptisten als eine der sieben jüdischen Sekten, die den Christen gegenüberstehen.